# ジャコブ・ド・サンレーシュ
ジャコブ・ド・サンレーシュ（Jacob de Senleches, aka Jacob Senleche, Jacob Senlechos, Jacomi Senleches, Jacopinus Selesses, 活動：1382年/1383年 - 1395年）は中世のフランス系フランドル人の作曲家、ハープ奏者。アルス・スブティリオルの様式の作曲家の一人。サンレシュという表記もある。

## 経歴
サンレーシュの生地については、フランス、エヴルー近郊のSt. Luc（U. Günther）、あるいはフランドル地方のカンブレー（現・フランス）にあるサンレーシュ（Senleches or Sanlesches)（A. Tomasello）という説がある。1382年、サンレーシュはカスティーリャ王妃レオノール・デ・アラゴンの宮廷にいたようだ（レオノールはその年の9月に死去）。おそらくレオノールに仕えていたのであろう。『Fuions de ci』という曲の中で。サンレーシュはレオノールの死を悼み、「アラゴン、フランス、ブレタイニュ」のどこかに出世を求めたいと宣言している。
その後、サンレーシュは、アラゴンの枢機卿ペドロ・デ・ルナ（後のアヴィニョン法王ベネディクトゥス13世）にハープ奏者として仕えた。1383年8月21日の日付でナバラ王家から「ハープの奇術師 Jaquemin de Sanleches」への支払いを命じる財務文書が存在する。その報酬は支払われので、サンレーシュは「我が主人」ペドロ・デ・ルナに再び仕えた可能性もある。
1395年になって、サンレーシュはベネディクトゥス13世に嘆願するが、それはカンブレ主教区の地元教会に対して聖職禄の付与を求めるためだった。
伝えられるサンレーシュの作品は少ないにもかかわらず、サンレーシュはアルス・スブティリオルを代表する作曲家の一人と見なされている。サンレーシュは主に、当時のリズムの可能性を発展させた。
なお、歌の内容は、主として、サンレーシュ本人とその経歴についてである。

## 作品
バラード
- En attendant esperance
- Fuions de ci
- Je me merveil/ J'ay pluseurs fois

ヴィルレー
- En ce gracieux tamps
- La harpe de melodie
- Tel me voit

## メディア
Ballade Fuions de ci

## 録音
Corpus Mensurabilis Musicae Vol. 53 - French Secular Compositions I, Ascribed Compositions (1970)